# Eronyxa expansus
Eronyxa expansus is een keversoort uit de familie schorsknaagkevers (Trogossitidae). De wetenschappelijke naam van de soort werd in 1916 gepubliceerd door Edwin Cooper Van Dyke.